# Charles E. Leiserson
Charles E. Leiserson (10 de noviembre de 1953) es un científico informático estadounidense, especializado en la teoría de computación paralela y computación distribuida, y particularmente en sus aplicaciones prácticas. Como parte de este esfuerzo, desarrolló el lenguaje multihilo Cilk. Inventó la red de interconexión Fat tree, una red de interconexión hardware universal usada en muchos supercomputadores, incluyendo el Connection Machine CM5, para el cual fue el arquitecto de red. Ayudó en el desarrollo de la teoría VLSI, incluyendo el método de recoordinación de optimización digital con James B. Saxe y las matrices sistólicas con H. T. Kung. Concibió el concepto de los algoritmos cache-ignorante, que son algoritmos que no tienen parámetros de configuración para el tamaño de la caché o la longitud de línea de la cache, pero sin embargo usan la caché casi óptimamente.
Leiserson recibió el título de B.S. en computación y matemáticas de la Universidad de Yale en 1975, y un título de Ph.D. en computación de la Universidad de Carnegie Mellon en 1981, donde sus consejeros fueron Jon Bentley y H. T. Kung. 
Después se unió al MIT, donde ahora es profesor. Además, es el director del grupo de investigación de Teoría de la Computación en el Laboratorio de Computación e Inteligencia Artificial del MIT, y fue el antiguo Director de Investigación de Akamai Technologies.
La tesis doctoral de Leiserson, Area-Efficient VLSI Computation, ganó el primer Premio de Tesis Doctorales de la ACM. En 1995, la NSF le concedió el premio Presidential Young Investigator Award (Premio Presidencial a Joven Investigador). En 2006 fue investido como miembro de la ACM.
Leiserson es coautor del libro de texto de algoritmos estándar Introduction to Algorithms (Introducción a los Algoritmos) junto a Thomas H. Cormen, Ronald Rivest, y Clifford Stein.

## Lecturas recomendadas
- Cormen, Thomas H.; Leiserson, Charles E.; Rivest, Ronald L. (1990). Introduction to Algorithms (en castellano, Introducción a los Algoritmos) (primera edición edición). MIT Press y McGraw-Hill. ISBN 0-262-03141-8.
- Cormen, Thomas H.; Leiserson, Charles E.; Rivest, Ronald L.; Stein, Clifford (2001). Introduction to Algorithms (en castellano, Introducción a los Algoritmos) (segunda edición edición). MIT Press y McGraw-Hill. ISBN 0-262-53196-8.